# 한경시
한경시(1954년 5월 18일~)는 조선민주주의인민공화국의 역도 선수이다. 1976년 하계 올림픽과 1980년 하계 올림픽에 참가했으며, 1980년 하계 올림픽 남자 역도 플라이급에서 동메달을 획득했다.